# Ahrgebirge
Das Ahrgebirge ist ein bis 623,8 m ü. NHN hoher und 25 km langer Mittelgebirgszug der Eifel und gehört damit zum Rheinischen Schiefergebirge. Er liegt zwischen Bad Münstereifel und Altenahr beiderseits der Grenze von Nordrhein-Westfalen mit Rheinland-Pfalz innerhalb des Naturraums Ahreifel.
Das bewaldete Ahrgebirge hat zahlreiche Ausflugsziele – unter anderem die Burg Aremberg, das Radioteleskop Effelsberg und einen Abschnitt der Römerstraße Trier–Köln mit antiker Wasserleitung.

## Geografie

### Lage
Das Ahrgebirge ist Teil der Eifel, deren Hauptteil sich südwestlich und südlich anschließt. Es liegt linksseitig bzw. nordwestlich der Ahr (Naturraum Nördliches Ahrbergland); manchmal werden zum Gebirge auch Eifelteile rechtsseitig bzw. südöstlich der Ahr gerechnet (Naturraum Südliches Ahrbergland), die sich unter anderem bei Altenahr befinden. Der kleine Gebirgszug wird von einem Viereck begrenzt, das von Grafschaft und Remagen im Osten, von Altenahr im Südosten, Antweiler im Süden, Blankenheim im Westen und Bad Münstereifel bzw. Rheinbach im Norden umschrieben wird. Die nächstgelegene Großstadt ist das etwa 40 km nordnordöstlich liegende Bonn.
Im Norden geht das Gelände des Ahrgebirges in die Niederrheinische (Kölner) Bucht über, im Nordosten und Osten fällt es zur Voreifel und zum Unteren Mittelrheingebiet ab, im Süden schließt sich jenseits der Ahr die eigentliche Eifel (bis 746,9 m) an, im Westen der Zitterwald und im Nordwesten die Nordeifel.

### Berge
Zu den Bergen im Ahrgebirge gehören unter anderem – sortiert nach Höhe in Meter (m) über Normalhöhennull (NHN):
- Aremberg (623,8 m),[1] mit Burg Aremberg – bei Aremberg
- Michelsberg (586,1 m)[2] – bei Mahlberg
- Junkerberg (543,4 m)[2] – bei Reetz
- Knippberg (537,3 m)[2] – zwischen Rodert und Scheuerheck
- Hühnerberg (Lommersdorf) (533,5 m)[2] – bei Lommersdorf
- Sommerberg (ca. 527 m)[2] – zwischen Reetz und Rohr
- Kalvarienberg (Alendorf) (522,8 m)[2] – bei Alendorf
- Kopnück (514,4 m)[2] – bei Kop Nück
- Hochthürmerberg (499,9 m)[2] – bei Lanzerath
- Teufelsley (495,5 m)[1] – bei Liers
- Hühnerberg (Kirchsahr) (ca. 398 m)[2] – nahe Kirchsahr
- Tomberg (308,5 m)[2] mit Ruine Tomburg – bei Wormersdorf

### Gewässer
Das Ahrgebirge wird von folgenden Fließgewässern durchquert, teils entspringen sie darin:
- Ahr (Quelle in Blankenheim)

mit den Zuflüssen Trierbach, Sahrbach, Liersbach, Armuthsbach mit Buchholzbach (Quelle nahe der Wasserscheide bei Esch);
- Erft (Quelle in Holzmülheim)

mit den Zuflüssen Swist (Quelle bei Kalenborn) und Steinbach
Am 14.–17. Juli 2021 war die Region von sehr starken und lang anhaltenden Regenfällen betroffen, die schwere Hochwasser verursachten. Hochwasser treten an der Ahr gelegentlich auf.

### Orte
An das Ahrgebirge angrenzende Städte und Gemeinden sind:
- Rheinbach (Norden)
- Meckenheim (Nordosten)
- Remagen (Osten)
- Bad Neuenahr-Ahrweiler (Süden)
- Antweiler (Süden)
- Blankenheim (Westen)
- Bad Münstereifel (Nordwesten)

Weitere Ortschaften im Ahrgebirge sind unter anderem:
| - Altenahr - Ahrbrück - Aremberg - Berg - Effelsberg - Grafschaft | - Hilberath - Hönningen - Kalenborn - Mahlberg - Mutscheid - Ohlenhard | - Rupperath - Schuld - Sierscheid - Todenfeld - Vischel - Wershofen |

## Tourismus
Durch das Ahrgebirge verläuft die Ferienstraße Große Eifelroute. Es kann auf zahlreichen Wegen durchwandert werden. Dazu gehört der 124 km lange Ahrsteig, ein Fernwanderweg, der in Blankenheim beginnt und der Ahr etappenweise bis zur Mündung in den Rhein bei Sinzig folgt. Zu den Sehenswürdigkeiten und Ausflugszielen zählen die Burg Aremberg auf dem Aremberg oberhalb von Aremberg und die Ruine Tomburg (11. Jahrhundert) oberhalb von Wormersdorf mit Fernblick bis nach Köln. Bei Effelsberg steht das Radioteleskop Effelsberg und auf dem Gipfel des Michelsbergs die Kapelle St. Michael, die dem Erzengel Michael geweiht ist und regelmäßig von Pilgern und Wanderern besucht wird. Auch ein Teil der römischen Eifelwasserleitung, die entlang des Nordrands bzw. im Norden des Ahrgebirges verläuft, ist ein gern aufgesuchtes Ausflugsziel. Sehenswert ist das Ahrtal mit seinen Weinorten; die südöstlichen Abhänge des Ahrgebirges zum Ahrtal sind Weinberge, die über den Rotweinwanderweg erwandert werden können.